# Стадник Марія Василівна
Марія Стадник (азерб. Mariya Stadnik, 3 червня 1988) — українська та азербайджанська борчиня вільного стилю, чотириразова олімпійська призерка, чотириразова призерка та дворазова чемпіонка світу, дев'ятиразова чемпіонка Європи, дворазова чемпіонка Європейських ігор.

## Біографія

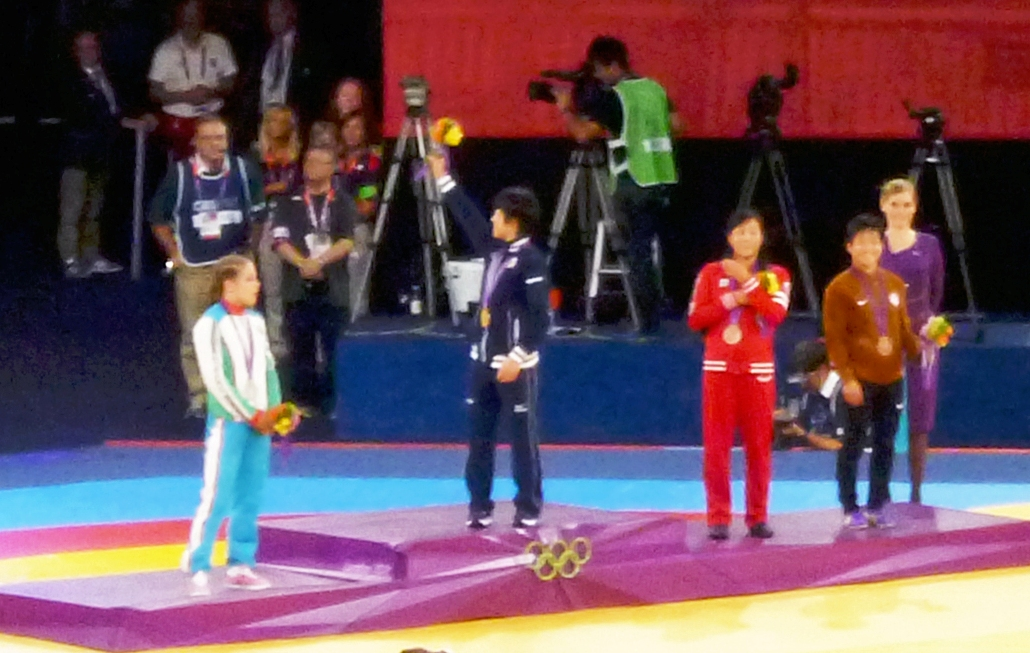
Марія Стадник (крайня ліворуч) на церемонії нагородження на літніх Олімпійських іграх 2012

У складі збірної України була чемпіонкою світу 2005 року серед юніорів. 2006 завоювала для України золоту медаль Європейської першості, якої була позбавлена та дискваліфікована більше ніж на рік після позитивного результату допінг-тесту на заборонений препарат фуросемід. З 2007 року представляє Азербайджан. Причиною цього стало те, що у 2007, після завершення дискваліфікації, тренери збірної призначили першим номером в олімпійському циклі Ірину Мерлені. Марії було відмовлено навіть у шансі увійти в олімпійську команду, тому вона прийняла пропозицію Азербайджану. На літніх Олімпійських іграх 2008 року в Пекіні Марія Стадник з Іриною Мерлені в поєдинку не зустрілися і досягли однакового результату — стали бронзовими призерками. На шляху до фіналу Стадник програла майбутній чемпіонці цих змагань Керол Він з Канади, а у сутичці за бронзу перемогла представницю Казахстану Тетяну Бакатюк. На літніх Олімпійських іграх 2012 року в Лондоні Стадник перемогла Мерлені у півфіналі та вийшла у фінал, де поступилася японці Хітомі Обарі. На літніх Олімпійських іграх 2016 року в Ріо-де-Жанейро Марія знову досягла фіналу, перемігши на шляху до нього всуху Патрісію Бермудес з Аргентини (10:0), Івону Матковську з Польщі (10:0) та Еліцу Янкову (6:0). Однак у фіналі у рівній боротьбі знову поступилась японці, на цей раз Ері Тосакці (2:3). На четвертих для себе літніх Олімпійських іграх 2020 року в Токіо 33-річна Марія Стадник здобула четверту олімпійську медаль. Вона перемогла представницю Олімпійського комітету Росії Стальвіру Оршуш (11:7), Сару Хамді з Тунісу (10:0), але у півфіналі знову поступилася японці Юї Сусакі (0:11). У поєдинку за бронзову нагороду взяла гору над Цогт-Очірин Намуунцецег з Монголії.
Дружина Заслуженого майстру спорту України, срібного призера з вільної боротьби ХХІХ літніх Олімпійських ігор в Пекіні Андрія Стадника.

## Спортивні результати на міжнародних змаганнях

### Виступи на Олімпіадах
| Змагання                    | Збірна      | Вагова категорія          | Місце  |
| --------------------------- | ----------- | ------------------------- | ------ |
| Літні Олімпійські ігри 2008 | Азербайджан | жіноча боротьба, до 48 кг | Бронза |
| Літні Олімпійські ігри 2012 | Азербайджан | жіноча боротьба, до 48 кг | Срібло |
| Літні Олімпійські ігри 2016 | Азербайджан | жіноча боротьба, до 48 кг | Срібло |
| Літні Олімпійські ігри 2020 | Азербайджан | жіноча боротьба, до 50 кг | Бронза |

### Виступи на Чемпіонатах світу
| Змагання                        | Збірна      | Вагова категорія          | Місце  |
| ------------------------------- | ----------- | ------------------------- | ------ |
| Чемпіонат світу з боротьби 2009 | Азербайджан | жіноча боротьба, до 48 кг | Золото |
| Чемпіонат світу з боротьби 2011 | Азербайджан | жіноча боротьба, до 48 кг | Срібло |
| Чемпіонат світу з боротьби 2014 | Азербайджан | жіноча боротьба, до 48 кг | Бронза |
| Чемпіонат світу з боротьби 2015 | Азербайджан | жіноча боротьба, до 48 кг | Срібло |
| Чемпіонат світу з боротьби 2018 | Азербайджан | жіноча боротьба, до 50 кг | Срібло |
| Чемпіонат світу з боротьби 2019 | Азербайджан | жіноча боротьба, до 50 кг | Золото |
| Чемпіонат світу з боротьби 2023 | Азербайджан | жіноча боротьба, до 50 кг | 8      |

### Виступи на Чемпіонатах Європи
| Змагання                         | Збірна      | Вагова категорія          | Місце  |
| -------------------------------- | ----------- | ------------------------- | ------ |
| Чемпіонат Європи з боротьби 2009 | Азербайджан | жіноча боротьба, до 48 кг | Золото |
| Чемпіонат Європи з боротьби 2011 | Азербайджан | жіноча боротьба, до 48 кг | Золото |
| Чемпіонат Європи з боротьби 2014 | Азербайджан | жіноча боротьба, до 48 кг | Золото |
| Чемпіонат Європи з боротьби 2016 | Азербайджан | жіноча боротьба, до 48 кг | Золото |
| Чемпіонат Європи з боротьби 2017 | Азербайджан | жіноча боротьба, до 48 кг | Золото |
| Чемпіонат Європи з боротьби 2018 | Азербайджан | жіноча боротьба, до 50 кг | Золото |
| Чемпіонат Європи з боротьби 2021 | Азербайджан | жіноча боротьба, до 50 кг | Золото |
| Чемпіонат Європи з боротьби 2023 | Азербайджан | жіноча боротьба, до 50 кг | Золото |
| Чемпіонат Європи з боротьби 2024 | Азербайджан | жіноча боротьба, до 50 кг | Золото |

### Виступи на Європейських іграх
| Змагання              | Збірна      | Вагова категорія          | Місце  |
| --------------------- | ----------- | ------------------------- | ------ |
| Європейські ігри 2015 | Азербайджан | жіноча боротьба, до 48 кг | Золото |
| Європейські ігри 2019 | Азербайджан | жіноча боротьба, до 50 кг | Золото |

### Виступи на Кубках світу
| Змагання                    | Збірна      | Вагова категорія          | Місце |
| --------------------------- | ----------- | ------------------------- | ----- |
| Кубок світу з боротьби 2015 | Азербайджан | жіноча боротьба, до 48 кг | 5     |
| Кубок світу з боротьби 2017 | Азербайджан | команда                   | 7     |

### Виступи на Іграх ісламської солідарності
| Змагання                          | Збірна      | Вагова категорія          | Місце  |
| --------------------------------- | ----------- | ------------------------- | ------ |
| Ігри ісламської солідарності 2017 | Азербайджан | жіноча боротьба, до 48 кг | Золото |
| Ігри ісламської солідарності 2022 | Азербайджан | жіноча боротьба, до 50 кг | Золото |

### Виступи на інших змаганнях
| Змагання                                                      | Збірна      | Вагова категорія          | Місце  |
| ------------------------------------------------------------- | ----------- | ------------------------- | ------ |
| Золотий Гран-прі з боротьби 2008                              | Азербайджан | жіноча боротьба, до 48 кг | Золото |
| Золотий Гран-прі з боротьби 2009                              | Азербайджан | жіноча боротьба, до 48 кг | Бронза |
| Турнір Яшара Догу 2011                                        | Азербайджан | жіноча боротьба, до 48 кг | Золото |
| Austrian Ladies Open 2011                                     | Азербайджан | жіноча боротьба, до 48 кг | Золото |
| Золотий Гран-прі з боротьби 2011 (Баку)                       | Азербайджан | жіноча боротьба, до 48 кг | Золото |
| Тестовий турнір FILA 2011                                     | Азербайджан | жіноча боротьба, до 48 кг | Золото |
| Київський Міжнародний турнір з боротьби 2012                  | Азербайджан | жіноча боротьба, до 48 кг | Золото |
| Гран-прі Німеччини з боротьби 2012                            | Азербайджан | жіноча боротьба, до 48 кг | Золото |
| Золотий Гран-прі з боротьби 2014 (Париж)                      | Азербайджан | жіноча боротьба, до 48 кг | Золото |
| Klippan Lady Open 2014                                        | Азербайджан | жіноча боротьба, до 48 кг | Золото |
| Гран-прі Німеччини з боротьби 2014                            | Азербайджан | жіноча боротьба, до 48 кг | Золото |
| Золотий Гран-прі з боротьби 2014 (Баку)                       | Азербайджан | жіноча боротьба, до 48 кг | Золото |
| Klippan Lady Open 2015                                        | Азербайджан | жіноча боротьба, до 48 кг | Золото |
| Відкритий чемпіонат Польщі з боротьби 2015                    | Азербайджан | жіноча боротьба, до 48 кг | Золото |
| Київський Міжнародний турнір з боротьби 2016                  | Азербайджан | жіноча боротьба, до 48 кг | Золото |
| Відкритий чемпіонат Польщі з боротьби 2016                    | Азербайджан | жіноча боротьба, до 48 кг | Золото |
| Pro Wrestling League 2017                                     | Азербайджан | команда                   | 5      |
| Klippan Lady Open 2018                                        | Азербайджан | жіноча боротьба, до 50 кг | Срібло |
| Турнір Дана Колова — Николи Петрова 2018                      | Азербайджан | жіноча боротьба, до 50 кг | Золото |
| Відкритий чемпіонат Польщі з боротьби 2018                    | Азербайджан | жіноча боротьба, до 50 кг | Золото |
| Відкритий чемпіонат Польщі з боротьби 2021                    | Азербайджан | жіноча боротьба, до 50 кг | Золото |
| Відкритий чемпіонат Загреба з боротьби 2023                   | Азербайджан | жіноча боротьба, до 50 кг | 5      |
| Турнір Дана Колова — Николи Петрова 2023                      | Азербайджан | жіноча боротьба, до 50 кг | Золото |
| Відкритий чемпіонат Польщі з боротьби 2023                    | Азербайджан | жіноча боротьба, до 50 кг | Золото |
| Олімпійський кваліфікаційний турнір з боротьби 2024 (Баку)    | Азербайджан | жіноча боротьба, до 50 кг | 5      |
| Олімпійський кваліфікаційний турнір з боротьби 2024 (Стамбул) | Азербайджан | жіноча боротьба, до 50 кг | Бронза |

### Виступи на змаганнях молодших вікових груп
| Змагання                                       | Збірна      | Вагова категорія          | Місце  |
| ---------------------------------------------- | ----------- | ------------------------- | ------ |
| Чемпіонат Європи з боротьби серед кадетів 2003 | Україна     | жіноча боротьба, до 38 кг | Золото |
| Чемпіонат Європи з боротьби серед кадетів 2004 | Україна     | жіноча боротьба, до 43 кг | Срібло |
| Чемпіонат світу з боротьби серед юніорів 2005  | Україна     | жіноча боротьба, до 44 кг | Золото |
| Чемпіонат Європи з боротьби серед юніорів 2008 | Азербайджан | жіноча боротьба, до 48 кг | Золото |